# Bis(diethylamino)chlorfosfin
Bis(diethylamino)chlorfosfin je organická sloučenina se vzorcem (Et2N)2PCl (Et = ethyl). Používá se jako zdroj iontů PCl2+.

## Příprava a reakce
Bis(diethylamino)chlorfosfin se získává reakcí chloridu fosforitého s diethylaminem:
4 Et2NH + PCl3 → (Et2N)2PCl + 2 Et2NH2Cl
Používá se například na přípravu 1,2-bis(dichlorfosfino)benzenu, která začíná lithiací 1,2-dibrombenzenu, po které následuje reakce lithiovaného produktu s (Et2N)2PCl:
C6H4Br2 + BuLi → C6H4(Br)Li + BuBr
C6H4(Br)Li + (Et2N)2PCl → C6H4(Br)(P(NEt2)2) + LiCl
C6H4(Br)(P(NEt2)2) + BuLi → C6H4(Li)(P(NEt2)2) + BuBr
C6H4(Li)(P(NEt2)2) + (Et2N)2PCl → C6H4[P(NEt2)2]2 + LiCl
Nakonec se pomocí kyseliny chlorovodíkové odstraní aminové skupiny:
C6H4[P(NEt2)2]2 + 8 HCl → C6H4(PCl2)2 + 4 Et2NH2Cl